# هوگو ویانا
هوگو ویانا (زادهٔ ۱۵ ژانویهٔ ۱۹۸۳) بازیکن فوتبال اهل کشور پرتغال است.
وی برای تیم ملی پرتغال ۲۷ بازی انجام داده و ۱ گل به ثمر رسانده‌است. پست تخصصی این بازیکن نیز، هافبک است.